# Alberto Ponis
Alberto Ponis (Genova, 28 settembre 1933 – Palau, 23 ottobre 2024) è stato un architetto italiano.
Dal 1963 ha svolto la sua attività principalmente in Sardegna, dedicandosi alla progettazione di architetture residenziali nella costa della Gallura.

## Biografia
Figlio di Mario Alberto Ponis, fondatore a Nervi nel 1926 della ditta M.I.T.A., che realizza tappeti, tessuti e arazzi d'artista avvalendosi della collaborazione di alcuni fra i maggiori artisti e designer del tempo - Giò Ponti, Arturo Martini, Fortunato Depero, Mario Sironi, Arnaldo e Giò Pomodoro, Luigi Vietti - con i quali entra in contatto in gioventù.
Dal 1953 frequenta la Facoltà di Architettura a Firenze, allievo dei maestri della scuola toscana, dove si laurea con lode nel 1960. Dal 1960 al 1964 collabora a Londra con Ernö Goldfinger e Denys Lasdun, apprendendo la lezione dell'architettura modernista e brutalista e approfondendo la relazione fra il concetto di paesaggio e la pittura.
Nel 1963 si trasferisce a Palau, sulla costa della Gallura, nel nord Sardegna: fra gli anni '60 e '90 progetta e realizza oltre 200 edifici residenziali inseriti nel contesto naturale, ispirati alle forme organiche della costa e alle architetture tradizionali rurali, gli 'stazzi' galluresi. Le architetture sono celate e integrate dalla vegetazione mediterranea e dalle rocce granitiche di Gallura, diventando esse stesse parte del paesaggio in cui si inseriscono, la Costa Paradiso a Trinità d'Agultu e Vignola e Punta Sardegna.
Fonda a Palau il suo studio in associazione con Aldo E. Ponis (urbanista) e Annarita Zalaffi (ingegnere), con sedi a Palau, Roma e Genova, che si occuperà di edilizia residenziale, e pubblica e urbanistica, progettando residenze e infrastrutture per il turismo in Italia, Tunisia, Egitto,  partecipando a numerosi concorsi d'architettura.
Nel 1990 ha ricevuto il premio INARCH per l'insediamento residenziale di 'Stazzu Pulcheddu', a Palau (OT). Nel 2020 ha ricevuto il premio alla carriera INARCH/ANCE Sardegna.
Accosta all'architettura la pratica del disegno, della pittura, della fotografia, della scrittura.

## Architetture
- Oltre 200 ville e residenze singole in Gallura, Sardegna, fra queste le case Altura (1963), Magri (1965), Schild (1966), Martinez (1967), Bak (1968), Hartley (1970),Studio Yasmin (1971), Scalesciani (1977), Cirillo (1992), Ivan (1994);[6]
- Liceo Classico a La Maddalena, Sardegna;
- Liceo Scientifico a Corviale, Roma;
- 'Stazzu Pulcheddu', insediamento residenziale con servizi e club house a Palau, Sardegna;
- Chiesa del SS. Redentore a Palau;
- Sardegna - Yacht Club e Marina a Porto Rafael, Sardegna;
- Palazzetto Prini in via XX Settembre, Genova;
- Tennis Club a La Maddalena;
- Complesso residenziale a Maratea, Basilicata;
- Showroom e uffici Portolano a New York, U.S.A;
- Stands espositivi IVECO per saloni Torino - Francoforte - Buenos Ayres 1983, Ginevra - Amsterdam 1984;
- Piazze e giardini e percorsi nel centro urbano di Palau;
- Villaggio residenziale a Premeno Lago Maggiore, Verbania;
- Complesso residenziale a La Bufalotta, Roma;
- Centro di Acquacoltura e Maricoltura a Palau;
- Ecomuseo dell'ardesia in Val Fontanabuona, Genova;
- Complesso residenziale e commerciale Tanca Manna, Palau;
- Sviluppo 7 zone costiere a Djerba e Zarzis - Tunisia;
- Sviluppo turistico di E1 Minya - Egitto;
- Insediamento turistico a Struvina de' Babari;
- Piani di Zona per Comuni di Palau e La Maddalena;
- Analisi ambiente marino e costiero a Costa Turchese - Olbia;
- Sistemazione aree a margine interventi autostradale nel Ponente genovese.

## Concorsi
- 2º classificato per il progetto della Sede Ministry of Works a Westminster a Londra, 1961.
- 1º classificato per il Nuovo Museo a Ulster, Irlanda del Nord, 1964.
- 1º premio ex aequo per il Parco Nazionale di Colle S. Bartolo a Pesaro, 1978.
- 1º classificato per il progetto del Liceo Scientifico Corviale, Roma 1980.
- 2º classificato nel progetto del Liceo Scientifico Acquafredda, Roma 1980.
- 2º classificato nel Nuovo Palazzo della Regione a Cagliari (Team), 1981.
- 2º classificato per il Teatro dell'Opera Carlo Felice a Genova (Team), nel 1983.
- Menzione d'onore per la sistemazione della Piazza Dante a Genova nel 1989.
- 1º premio Nazionale IN/ARCH per la Sardegna per il Villaggio Stazzo Pulcheddu a Palau, 1990.

## Mostre
- 50 Progetti per 3 Scuole, INARCH, Palazzo Taverna Roma, Roma (IT), 25 maggio - 22 giugno 1981.
- Variations sur 16 Paysages de Bonifacio, Salles des expositions Mairie de Bonifacio, Bonifacio (FR), 20 - 27 luglio 1996.
- Variazioni pittoriche, a cura di Alberto Ponis, Collegio Emiliani Nervi, Genova (IT), 11 - 25 settembre 1999.
- Progettare in Costa, Disegni, spazi e architetture nella Gallura del secondo Novecento, Soprintendenza per i Beni Architettonici, il Paesaggio e il Patrimonio Storico Artistico Etnoantropologico per Sassari e Nuoro, Ordine degli Architetti di Sassari, Museo Archeologico, Olbia (IT), 21 settembre – 30 ottobre 2005.
- Idee per Palau, a cura di Studio Sergison, Università della Svizzera Italiana, Accademia di Architettura, Sala Consigliare Comune di Palau, Palau (IT), 28 luglio - 28 settembre 2011.
- Alberto Ponis 10 case per 40 anni, a cura di Atelier Angonese, Università della Svizzera Italiana, Accademia di Architettura, Mendrisio (CH), 14 dicembre 2015.
- Comunità d'Italia, Architettura / Città / Paesaggio 1945 – 2000, La Triennale di Milano, Milano (IT), 28 novembre 2015 - 16 marzo 2016.
- Diller + Drawing Matter, Princeton University, Princeton Nj (US), 10 aprile - 8 maggio 2017.
- Openings Lines, Sketchbooks of 10 Modern Architects, a cura di Tchoban Foundation, Museum for Architectural drawing, Berlino (DE), 30 giugno - 7 ottobre 2018.
- Alberto Ponis, Drawing Landscape, ETH ZURICH gta exhibition, Zurigo (CH), 1 - 18 novembre 2018.
- Elisabeth Hats: line, light, locus, Biennale Architettura 2018, Venezia (IT), 26 maggio-25 novembre 2018.
- Alternative Histories, Veldwerk, Architecture Foundation e Drawing Matter, Londra (UK), 23 marzo - 14 aprile 2019.
- Alternative Histories, Civa Brussels, Brussels (DE), 7 - 29 settembre 2019.
- Alternative Histories, Dublino, (IRL), dal 24 settembre 2020.
- Alberto Ponis. L'architettura e i suoi strumenti, a cura di Paola Mura, Fondazione di Sardegna, Cagliari (IT), 26 settembre 2020 - 31 marzo 2021.[7]